# کورنوکیپوس
کورنوکیپوس (به لاتین: Kornokipos) یک منطقهٔ مسکونی در قبرس است که در ناحیه فاماگوستا واقع شده‌است.

## خصوصیات
کورنوکیپوس ۵۰۰ نفر جمعیت دارد.